# Liste der Bodendenkmäler in Ruderting
Auf dieser Seite sind die Bodendenkmäler in der niederbayerischen Gemeinde Ruderting zusammengestellt. Diese Tabelle ist eine Teilliste der Liste der Bodendenkmäler in Bayern. Grundlage ist die Bayerische Denkmalliste, die auf Basis des Bayerischen Denkmalschutzgesetzes vom 1. Oktober 1973 erstmals erstellt wurde und seither durch das Bayerische Landesamt für Denkmalpflege geführt wird. Die folgenden Angaben ersetzen nicht die rechtsverbindliche Auskunft der Denkmalschutzbehörde.

## Bodendenkmäler der Gemeinde Ruderting

### Bodendenkmäler in der Gemarkung Ruderting
| Lage                 | Objekt                                                  | Akten-Nr.     | Bild |
| -------------------- | ------------------------------------------------------- | ------------- | ---- |
| Ruderting (Standort) | Siedlungen der Chamer Gruppe und der späten Latènezeit. | D-2-7346-0013 |      |
| Ruderting (Standort) | Siedlung der Chamer Gruppe.                             | D-2-7346-0172 |      |
| Ruderting (Standort) | Siedlung des Neolithikums.                              | D-2-7346-0181 |      |